# لیک (هلند)
لیک (به هلندی: Leek) یک شهرستان در هلند است که در خرونینگن واقع شده‌است. لیک ۲ متر بالاتر از سطح دریا واقع شده‌است.